# Phycitiplex
Phycitiplex är ett släkte av steklar. Phycitiplex ingår i familjen brokparasitsteklar.
Kladogram enligt Catalogue of Life:
| Phycitiplex | \| \| Phycitiplex doddi \| \| \| \| \| \| Phycitiplex eremnus \| \| \| \| |
|             | \| \| Phycitiplex doddi \| \| \| \| \| \| Phycitiplex eremnus \| \| \| \| |
|             | Phycitiplex doddi                                                         |
|             |                                                                           |
|             | Phycitiplex eremnus                                                       |
|             |                                                                           |